# 信行寺 (練馬区)
信行寺（しんぎょうじ）は、東京都練馬区にある浄土真宗本願寺派の寺院。山号は龍王山。
本尊は、阿弥陀如来である。
第二信行寺本堂には、ねりま浄苑を併設している。

## 墓碑
- 若杉慧

## 沿革
- 1920年（大正9年） - 荒川最勝師が、東京市西巣鴨町池袋不動堂に、真行寺出張所として開教。公称は、高尾山説教所であった。
- 1929年（昭和4年） - 信徒増加に伴い、現在地に、奈良県吉野郡飯貝から寺籍を移す。
- 1930年（昭和5年）2月 - 寺基が定まる。
- 1955年（昭和30年） - 本願寺築地別院に模して、インド式築地型の本堂を建立。
- 1957年（昭和32年）4月 - 落成慶讃法要を執り行う。

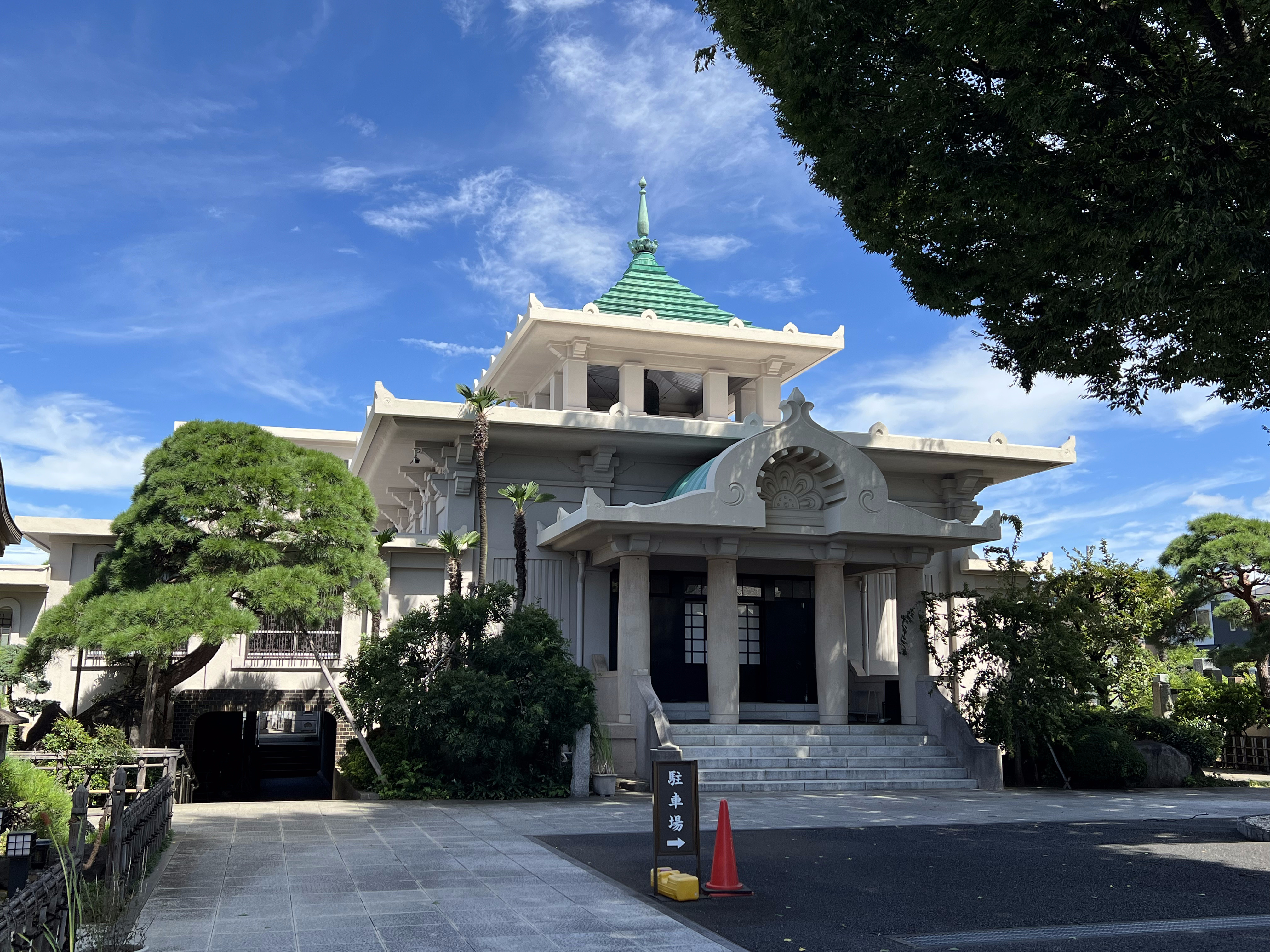
本堂

## 所在地
- 東京都練馬区練馬2-12-11
- 東京都練馬区練馬2-14-18（ねりま浄苑）